# Loyola FC
Loyola Football Club, określany często jako „The Sparks” – profesjonalny klub piłkarski z Metro Manila, założony w 2006 roku pod nazwą „Loyola Agila Football Club” przez grupę absolwentów Ateneo de Manila . Klub szybko zyskał uznanie na arenie narodowej, uczestnicząc w rozgrywkach NCRFA, a następnie w United Football League (UFL), której był jednym z założycieli w 2010 roku.

## Historia
W 2011 roku klub wszedł w strategiczne partnerstwo z firmą Meralco oraz MVP Sports Foundation, co wiązało się ze zmianą nazwy na „Loyola Meralco Sparks”. W sezonie 2013 zdobyli UFL Cup, pokonując Pachanga Diliman 3–2, zdobywając tytuł oraz indywidualne wyróżnienia – m.in. złotą piłkę i rękawice dla najlepszego bramkarza Philipa Younghusbanda.
W 2017 roku klub zmienił nazwę na „FC Meralco Manila” i dołączył do inauguracyjnego sezonu Philippines Football League (PFL). Występy rozgrywał na stadionie Rizal Memorial w Manili, osiągając 1. miejsce w sezonie zasadniczym i 3. miejsce po play-offach.
W 2018 roku klub wycofał się z Philippines Football League na początku 2018 roku, choć jego akademia oraz sekcje młodzieżowe pozostały aktywne pod nazwą Loyola FC.
W 2023 roku Loyola FC wznowiła działalność, startując w Copa Paulino Alcantara. Wkrótce potem klub powrócił do Philippines Football League i w sezonie 2024 uplasował się na 8. miejscu w lidze. W sezonie 2024–2025 klub rywalizował w Philippines Football League,pod wodzą trenera Roxy Dorlasa i uplasował się na 8 pozycji w tabeli.

## Sukcesy
- Philippines Cup (2012/2013)[7]

## Skład
Skład klubu liczy 22 zawodników o średniej wieku 25.6 lat, w tym 6 zagranicznych graczy (ok. 27 %)
Stan na 10 czerwca 2025 roku
| Nr | Poz. | Piłkarz             |
| -- | ---- | ------------------- |
| 22 | BR   | Jessie Semblante    |
| 88 | BR   | Shane Salino        |
| 1  | BR   | Natsu Okamoto       |
| 5  | OB   | Filip Andersen      |
| 99 | OB   | Pete Forrosuelo     |
| 34 | OB   | Dyango Echter       |
| 13 | OB   | John Clyde Vitualla |
| 18 | OB   | Eugene Arriola      |
| 3  | OB   | Leon Morimoto       |
| 27 | OB   | Aaron Vasquez       |
| 4  | PO   | Macky Tobias        |

| Nr | Poz. | Piłkarz              |
| -- | ---- | -------------------- |
| 17 | PO   | Ivan Ouano           |
| 8  | PO   | Anderson Pinto       |
| 71 | PO   | Christian Peñalosa   |
| 11 | PO   | Paolo Gonzales       |
| 77 | PO   | Tarshish Garciano    |
| 15 | PO   | Francis Tacardon     |
| 7  | PO   | Kazuha Sudo          |
| 19 | PO   | Curt Dizon (kapitan) |
| 24 | PO   | Jemar Andrade        |
| 14 | NA   | Rico Andes           |
| 10 | NA   | Koki Narita          |